# Lycée Emmanuel-Mounier (Châtenay-Malabry)
Pour les articles homonymes, voir Lycée Emmanuel-Mounier et Mounier.
Le lycée Emmanuel-Mounier est situé à Châtenay-Malabry dans le département des Hauts-de-Seine en région Île-de-France.

## Historique du lycée

### Années 1960
Ouvert en 1960 comme une annexe mixte du lycée Marie-Curie (Sceaux), le lycée de Châtenay-Malabry, passa l'année suivante sous la tutelle du lycée Lakanal (Sceaux), dont l'annexe mixte à Antony, le lycée Descartes, venait de devenir indépendante.
En 1960-61, les 126 élèves de Sixième occupent les deux derniers étages de l'école primaire Jules-Verne. En 1961-62, l'ouverture de la classe de Cinquième porte les effectifs à 276 élèves et oblige à une cohabitation avec deux autres écoles primaires voisines. En 1962-63 avec 453 élèves, le lycée de Châtenay s'installe dans de nouveaux bâtiments de la rue des Prés Hauts.
L'annexe prend son autonomie sous le nom de lycée de Châtenay-Malabry, puis son indépendance sous le nom de lycée Emmanuel-Mounier. Il tient son nom du philosophe Emmanuel Mounier né à Grenoble en 1905 et mort à Châtenay-Malabry en 1950, philosophe français, fondateur de la revue Esprit, à l'origine du courant personnaliste.

## Initiatives pédagogiques et technologiques

### Années 1970
En 1973, dans un objectif novateur d'initiation à l'informatique des élèves et enseignants intéressés, le lycée Emmanuel-Mounier, à Chatenay-Malabry, a fait partie de l'opération ministérielle dite « Expérience des 58 lycées » : utilisation de logiciels et apprentissage de la programmation d'ordinateurs en langage LSE, en club informatique de lycée,, pour 58 établissements de l’enseignement secondaire. À cet effet, dans une première phase, quelques professeurs du lycée, enseignants de diverses disciplines, furent préalablement formés de manière lourde à la programmation informatique. Puis, dans une seconde phase, l'établissement fut doté d'un ensemble informatique en temps partagé comprenant : un mini-ordinateur français CII Mitra 15 avec disque dur, lecteur de disquettes 8 pouces, plusieurs terminaux écrans claviers Sintra TTE, un téléimprimeur Teletype ASR-33 (en) et le langage LSE implémenté ; tout ceci ayant permis de mettre en œuvre sur le terrain cette démarche expérimentale, avec du matériel informatique ultra-moderne pour l'époque.

## Événements au lycée
Le 30 novembre 1990, Jacques Delors, président de la Commission européenne est venu dans l'établissement à l'occasion d'une rencontre célébrant le quarantième anniversaire de la mort d'Emmanuel Mounier.
En 2014, deux élèves de l'établissement, Jessie Da Costa et Andréa Brito, en internat au CREPS d'Île-de-France à Châtenay-Malabry, ont été médaillés d'or aux championnats d'Europe de karaté.

## Classement du lycée
En 2015, le lycée se classe 38e sur 52 au niveau départemental quant à la qualité d'enseignement, et 1490e au niveau national. Le classement s'établit sur trois critères : le taux de réussite au bac, la proportion d'élèves de première qui obtiennent le baccalauréat en ayant fait les deux dernières années de leur scolarité dans l'établissement, et la valeur ajoutée (calculée à partir de l'origine sociale des élèves, de leur âge et de leurs résultats au diplôme national du brevet).

## Administration

### Enseignement secondaire
Cet établissement, administré par la région Île-de-France est un établissement d'enseignement général et technologique avec un effectif de plus de huit cent cinquante élèves.

### Enseignement supérieur
Ce lycée comporte également des classes pour préparer au BTS management des unités commerciales (MUC), au BTS assistant de gestion de PME-PMI à référentiel commun européen et au BTS assistant de manager.

## Anciens élèves
- Thierry Le Luron (1952-1986), imitateur, chanteur, humoriste et animateur de radio a été élève jusqu'en classes terminales dans cet établissement[15].
- Stéphane Sirkis (1959-1999) et Nicola Sirkis (1959), membres fondateurs du groupe Indochine ont effectué une partie de leur scolarité dans cet établissement.
- Chékéba Hachemi (1974), première secrétaire de l’ambassade d’Afghanistan auprès de la Communauté Européenne en 2002 et auteure de L'Insolente de Kaboul, y a effectué sa scolarité.